# Xanthorhoe fulvata
Xanthorhoe fulvata är en fjärilsart som beskrevs av Fabricius 1787. Xanthorhoe fulvata ingår i släktet Xanthorhoe och familjen mätare. Inga underarter finns listade i Catalogue of Life.